# Udo Weinbörner
Udo Weinbörner (* 9. Februar 1959 in Plettenberg, Sauerland) ist ein deutscher Schriftsteller.

## Leben
Udo Weinbörner absolvierte nach dem Abitur an der Fachhochschule für Rechtspflege in Bad Münstereifel ein Studium, das er mit dem Titel eines „Diplom-Rechtspflegers“ abschloss. Anschließend war er an verschiedenen Orten in Nordrhein-Westfalen tätig, schließlich als Referent im Bonner Bundesministerium der Justiz. Von Januar 2007 bis Oktober 2013 leitete er im Bundesamt für Justiz das Referat für internationale Zivilrechtshilfe, Härteleistungen für Opfer extremistisch und terroristisch motivierter Gewalt und Rechtstatsachenforschung. Seit Oktober 2013 ist er als Schriftsteller tätig. Weinbörner verfasste juristische Fachbücher, zahlreiche juristische Fachartikel und Feuilletonbeiträge und vor allem auch literarische Werke. Im November 2014 wurde er im Literaturbüro Westfalen in Unna für seine Romane mit dem Alfred-Müller-Felsenburg-Preis für aufrechte Literatur ausgezeichnet. Er lebt heute in Meckenheim bei Bonn.
Udo Weinbörner ist Verfasser von Romanen, Erzählungen, Theaterstücken und Hörspielen. Von 1986 bis 1996 gab er die Bonner literarische Zeitung heraus.
Udo Weinbörner ist Mitglied des Verbands Deutscher Schriftsteller und der Gruppe 84. Bonner Literaturverein.

## Werke
- Debüt, Sankt Augustin 1984
- Der Froschkönig, Bonn 1988
- In Sachen Eva D., Gütersloh 1989
- Die heilende Kraft des Trauerns, Limburg 1992
- Hinter der Tretmühle beginnt das Leben, München 1992
- Der Rechtsratgeber für Frauen, München 1992 (zusammen mit Anne Weinbörner)
- So erwerbe und sichere ich Grundeigentum, Freiburg im Breisgau 1992
- Selbstverständlich selbständig!, München 1993 (zusammen mit Anne Weinbörner)
- Kursbuch Immobilien, München 1995
- Zwangs- und Teilungsversteigerung bei Grundbesitz, Freiburg im Breisgau 1995
- Das neue Insolvenzrecht mit EU-Übereinkommen, Freiburg im Breisgau 1997
- Schiller/Der Roman, München 2005
- Der General des Bey/Das abenteuerliche Leben des Amrumer Schiffsjungen Hark Olufs, Bad Honnef 2010
- Georg Büchner/Das Herz so rot, Berlin 2012
- Zart will ich dich berühren, Bochum 2014
- Lieber tot als Sklave/Die letzte Fahrt des Amrumer Kapitäns Hark Nickelsen, Mannheim 2017
- Das Feuer, die Schuld und das Schweigen, Mannheim 2021